# NGC 3097
NGC 3097 је ознака објекта на координатама са ректансцензијом 10h 4m 16,0s и деклинацијом + 60° 7" 33'. Открио га је Едвард П. Остин, 1870. године. Каснијим посматрањима на том положају није уочен никакав астрономски објекат.